# International Abolitionist Federation
International Abolitionist Federation (IAF; Franska: Fédération abolitioniste internationale) är en internationell organisation, grundad i Liverpool i Storbritannien 1875 under namnet British and Continental Federation for the Abolition of Prostitution. 
IAF grundades ursprungligen med syftet att bekämpa reglementerad prostitution och trafficking (vit slavhandel) i Europa och dess kolonier. Efter första världskriget blev IAF en en samarbetspartner till Nationernas förbund, och efter andra världskriget inleddes ett samarbete med FN. Efter 1945 har IAF alltmer fokuserat på kvinnors rättigheter i stort. 